# 鳳儀県
鳳儀県（ほうぎ-けん）は中華人民共和国雲南省にかつて存在した県。現在の大理ペー族自治州大理市東部に位置する。
1913年（民国2年）、中華民国により州制廃止に伴い趙州より趙県と改称された。1914年（民国3年）、河北省に同名の趙県が存在したことより鳳儀県と改称されている。1960年に廃止となり大理市に統合された。